# Pseudoleskea baileyi
Pseudoleskea baileyi là một loài Rêu trong họ Leskeaceae. Loài này được Best & Grout mô tả khoa học đầu tiên năm 1917.